# Palazuelos de Muñó
Palazuelos de Muñó é um município da Espanha na província de Burgos, comunidade autónoma de Castela e Leão, de área 8,68 km² com população de 65 habitantes (2007) e densidade populacional de 7,49 hab/km².

## Demografia
| Variação demográfica do município entre 1991 e 2004 | Variação demográfica do município entre 1991 e 2004 | Variação demográfica do município entre 1991 e 2004 | Variação demográfica do município entre 1991 e 2004 |
| --------------------------------------------------- | --------------------------------------------------- | --------------------------------------------------- | --------------------------------------------------- |
| 1991                                                | 1996                                                | 2001                                                | 2004                                                |
| 67                                                  | 75                                                  | 66                                                  | 65                                                  |